# Міша Ріхтер
Міша Ріхтер (англ. Mischa Richter; 1910, Харків — 23 березня 2001) — американський карикатурист, найбільш відомий своїми численними карикатурами, які десятиліттями публікувались в американському щотижневику «Нью-Йоркер».

## Життєпис
Ріхтер народився в Харкові, де його батько був міським комісаром водних споруд. Навчався малюванню у викладачів мистецтв. Відвідував на сімейних канікулах Бердянськ. Після того, як дядько вступив до Червоної Армії і був убитий у 1917 році, його батьки вирішили тікати з країни. Прямуючи спершу поїздом до польського кордону, вони врешті добирались на возі, а потім на човні. В Польщі Міша продовжував своє мистецьке навчання, поки сім'я цілий рік чекала візи. Вони прибули до США в 1922 році, коли Міші було 11 років. Навчаючись у Музейній школі Бостона, він подружився з Уілом Барнетом. У 1934 році Ріхтер закінчив Єльський університет і повернувся до Бостона, де був художником-монументалістом WPA.

## Особисте життя
Уіл Барнет познайомив Ріхтера зі своєю невісткою, художницею Хелен Сінклер Аннанд, і пара одружилася. У 1958 році вони переїхали в Провінстаун, штат Массачусетс. У 1950-1960-х роках вони здійснили тривалі поїздки до Франції та Італії. Вони залишалися разом до її смерті в 1992 році після боротьби з розсіяним склерозом. Один з синів, Том Ріхтер помер у ранньому віці. Ще один син, Даніель Ріхтер — актор і автор.

## Карикатури
Ріхтер був карикатуристом по контракту для щотижневика Нью-Йоркер, він створював карикатури для журналів Collier's, The Saturday Evening Post та This Week. Для PM та The New York Times Ріхтер малював політичні шаржі та ілюстрації. Він також проілюстрував гумористичну рубрику Багза Баера «Одне слово привело до іншого» для фільму «Кінг». Політичні карикатури Міши Ріхтера часто з'являлись в літературному журналі Комуністичної партії «Нові меси» наприкінці 1930-х.

## Книги
Окрім дитячих книжок, було кілька колекцій коміксів Ріхтера, в тому числі This One's on Me! (1945) та The Cartoonist's Muse: A Guide to Generating and Developing Creative Ideas (1992), співавторство якого зроблено з Гаральдом Баккеном.

## Нагороди
Ріхтер отримав премію Національного товариства карикатуристів у 1979 році та премію «Карикатура Гейг» у 1974 році.

## Виставки
Ріхтер влаштовував виставки своїх карикатур та картин у Гартфордському Атенеумі, галереї Міллера Цинциннаті, Музеї Крайслера та Гільдії художників Срібної шахти. Його роботи входять до колекцій містера і місіс Хадсон Уокер, Джока Уітні, Наукового музею Рокфеллера, Бібліотеки Конгресу та Бібліотеки та музею мультфільмів Біллі Ірландії.
Джейн Вінтер була куратором фільму «Міша Ріхтер: ретроспектива в Художній асоціації та музеї Провінстауна» з 30 липня по 23 серпня 1999 року.